# Un nemico che ti vuole bene
Un nemico che ti vuole bene è un film italiano del 2018 diretto da Denis Rabaglia e uscito nelle sale italiane il 4 ottobre dello stesso anno.

## Trama
Il professore di astrofisica Enzo Stefanelli è un uomo soffocato da una famiglia poco affettuosa ed un ambiente lavorativo ostile: la moglie Angela (sposata in seconde nozze) lo considera poco, il suo primo marito Pietro non perde l'occasione di far sentire Enzo un padre inadeguato, la figliastra Ivana lo vede solo come un bancomat e il figlio Massimo è sempre assente. Persino la madre Antonietta vessa Enzo, preferendogli il fratello Gregorio (unico personaggio che, quando presente, ascolta e consiglia Enzo) padre missionario e pastore di una parrocchia nel nord Italia.
In ambito universitario le cose non vanno meglio: Claudio Petrazzi (amico e collega di Enzo) è un professore arrivista che, rubando a Enzo la paternità di una scoperta, gode di una discreta fama immeritata. Il rettore, nonostante sia consapevole dello sgarbo, si preoccupa di più della notorietà che l'ateneo ottiene dal Prof. Petrazzi che non a fare giustizia a Enzo, tentando, invece, di allontanarlo dall'università. A questo si aggiunge l'assistente di Enzo che dapprima prova in tutti i modi a diventare professore, per poi provare una più subdola scalata col benestare del rettore.
Una notte Enzo soccorre e salva un giovane (Salvatore) ferito da un colpo di pistola, che poi sparisce. Più tardi si ripresenta per ringraziarlo e gli dichiara di essere un killer; per sdebitarsi, si offre di uccidere un suo nemico. Enzo si dimostra riluttante, ma la voglia di Salvatore di sdebitarsi lo porterà a stare vicino alla sua famiglia nel tentativo di capire quale obiettivo il protagonista sceglierebbe. Salvatore mostra ad Enzo le prove che la moglie vede ancora il suo ex marito e che il rettore usa i fondi universitari (che basterebbero ad assicurare ad Enzo e al suo assistente un discreto stipendio) per andare a prostitute.
Affranto dalle scoperte Enzo raggiunge la parrocchia del fratello non trovandolo ma, anzi, scoprendo che lo stesso è solo un truffatore che si finge prete per raccogliere cospicue donazioni (che poi usa per i suoi loschi traffici). Ancora più disperato Enzo raggiunge Salvatore in Svizzera (dove sta "concludendo un lavoro") scoprendo che proprio lì, il fratello, aiutato da suo figlio Massimo, sta perpetrando l'ennesima truffa. Enzo decide allora di consegnare ai mandanti di Salvatore (intervenuti per punire il killer, reo di non riuscire a portare a termine il mandato) il fratello, proponendo di occuparsi lui del sicario (che aiuterà a rifarsi una vita onesta, in quanto unico amico rimastogli) non prima di aver messo a posto le varie questioni coi famigliari.

## Produzione
Il film è girato in Puglia, nel Salento, e solo qualche scena a Trani e a Bari, mentre le scene ambientate in Svizzera sono state girate a Gstaad.